# Raymond (Nebraska)
Pour les articles homonymes, voir Raymond.
Raymond est un village du comté de Lancaster, dans l'État du Nebraska, aux États-Unis. En 2020, il comptait une population de 159 habitants.